# Ceratophysella engeli
Ceratophysella engeli är en urinsektsart som beskrevs av Ellis 1968. Ceratophysella engeli ingår i släktet Ceratophysella och familjen Hypogastruridae. Inga underarter finns listade i Catalogue of Life.